# Озёрный (Калмыкия)
Озёрный — посёлок в Черноземельском районе Калмыкии, в составе Комсомольского сельского муниципального образования.

## География
Посёлок расположен примерно в 46 км к северу от посёлка Комсомольский.

## История
Впервые обозначен на топографической карте 1984 года. Предположительно основан во второй половине XX века. На карте Генштаба 1989 года обозначен, как имеющий население около 170 жителей.

## Население
| 1990 | 2000 | 2002 | 2005 | 2010 | 2011 |
| ---- | ---- | ---- | ---- | ---- | ---- |
| 242  | ↘5   | ↗8   | ↘0   | ↗5   | ↘0   |

Национальный состав
Согласно результатам переписи 2002 года большинство населения посёлка составляли даргинцы (72 %).